# Baldassarre Molossi
Baldassarre Molossi (Parma, 6 dicembre 1927 – Fidenza, 2 ottobre 2003) è stato un giornalista e scrittore italiano.

## Biografia
È stato uno dei più noti direttori di quotidiani di provincia in Italia. Ha diretto per 35 anni, dal 1957 al 1992 la Gazzetta di Parma, di cui il padre Gontrano Molossi e il nonno Pellegrino Molossi furono proprietari e direttori dal 1880 al 1928.
Ha studiato presso il Liceo Classico Romagnosi di Parma, per poi laurearsi in Giurisprudenza. Ha debuttato nel giornalismo nel 1945, come redattore capo del quindicinale "Pagine libere", poi negli anni '49-'50 ha diretto il settimanale liberale "L'uomo libero", fino a che, nel 1950, è stato assunto alla Gazzetta di Parma, dove è stato redattore, capocronista e redattore capo fino a diventare direttore il 21 settembre 1957. Negli anni Cinquanta è succeduto ad Attilio Bertolucci come critico teatrale e cinematografico. È stato presidente del Centro Studi Bodoni; segretario e presidente del Rotary Club Parma ('74-'75) e, dal 1983, delegato di Parma dell'Accademia Italiana della cucina e membro della Consulta accademica e del consiglio di presidenza. Liberale convinto, sotto la sua direzione la Gazzetta di Parma fu un giornale anti-comunista e anti-fascista al contempo.
Nel 1989 la città di Parma gli conferì la medaglia d'oro del Premio Sant'Ilario.
Nel 1994 è stato candidato al Senato per la lista Patto per l'Italia, ottenendo il 16 per cento dei voti. Suo figlio Giuliano Molossi è  stato direttore della Gazzetta di Parma dal 1º maggio 1998 al 30 settembre 2015.

## Opere
- Dizionario dei parmigiani grandi e piccini, La Tipografica Parmense, 1956
- Breve storia del giornalismo, C.E.M., Parma, 1966
- La cucina parmigiana, Artegrafica Silva, 1973
- Parma kaputt (con Aldo Curti), Step, Parma, 1979
- La coda del diavolo, 1982
- Parma anno zero (con Aldo Curti), Step, Parma, 1982
- La grande cucina di Parma, Step, Parma, 1985
- Parma 1944. Prove di giornalismo, Edizioni Diabasis, Parma, 2008

## Premi
- Premio Hemingway (1985)
- Premio Sant'Ilario (1989)
- Premio San Giovanni

## Onorificenze
Cavaliere Ufficiale della Repubblica